# Estola alternata
Estola alternata là một loài bọ cánh cứng trong họ Cerambycidae.